# GDDR5
GDDR5 (англ. Graphics Double Data Rate) — 5-е поколение памяти DDR SDRAM, спроектированной для приложений, требующих более высокой рабочей частоты. Как и её предшественник (GDDR4), GDDR5 основана на памяти DDR3, которая имеет удвоенные, по сравнению с DDR2, DQ (Digital Quest) каналы связи, но у GDDR5 также есть буферы предварительной выборки шириной 8 бит, как у GDDR4.

## Разработка
В разработке стандарта, вместе со всеми основными производителями памяти (Hynix, Qimonda и Samsung) и JEDEC, активно участвовала и компания AMD. Разработка этого типа памяти заняла около трёх лет от начала разработок[когда?] до окончательной спецификации, а в AMD — ещё больше. Предполагалось, что GDDR5 будет работать на скоростях вплоть до 9 ГГц эффективной (учетверённой) частоты.
Производство
Первые чипы, поддерживающие напряжение 1,5 В (в отличие от 2,0 В для GDDR3) и имеющие плотность 0,5—2 Гбит, предлагали скорость передачи до 1000*4=4,0 ГГц.  В дальнейшем этот параметр увеличился до 9 ГГц.
В ноябре 2009 г. компания Elpida Memory представила микросхему памяти GDDR5 плотностью 1 Гбит, обеспечивающую передачу данных со скоростью 6 Гбит/с; в июне 2010 она представила микросхему памяти GDDR5 плотностью 2 Гбит, изготовленной по нормам 50 нм с применением медных внутренних соединений. Выпуском микросхем по заказам Elpida с конца 2010 г. займется её партнер — тайваньская компания Winbond Electronics.
В начале 2015 г. компания Samsung Electronics объявила о начале серийного выпуска первых в мире микросхем памяти GDDR5 плотностью 8 Гбит (предназначена для графических карт, используемых в ПК и суперкомпьютерах, для игровых консолей и ноутбуков); память выпускается по 20-нм технологии.
Компания Samsung Electronics, являющаяся крупнейшим поставщиком микросхем памяти, осенью 2010 объявила о расширении инициативы «Green Memory» («Зеленая память», с пониженным энергопотреблением) и на графическую память для ПК; теперь инициативы, наряду с памятью DRAM и твердотельными накопителями (SSD), распространяется также и на память Samsung LPDDR2 и GDDR5.

## Технические особенности
GDDR5 соответствует стандартам, которые были изложены в спецификации GDDR5 JEDEC. Она использует 8n архитектуру предварительной выборки и интерфейс динамической конфигурации устройств, для достижения высокого быстродействия и может быть сконфигурирована для управления в режимах x32 или x16 (clamshell), который выбирается во время инициализации устройства.
Один 32-битный чип GDDR5 использует 170-контактный корпус BGA. Изготавливается по 40-нм техпроцессу (Samsung) и потребляет меньше энергии, чем чипы предыдущего поколения.
Частота
GDDR5 использует две тактовые частоты, CK и WCK, последняя в два раза больше первой. Команды передаются в режиме SDR (стандартная тактовая частота) на частоте CK; адресная информация передаётся в режиме DDR на частоте CK; а данные передаются в режиме DDR на частоте WCK. Интерфейс GDDR5 передает два информационных слова шириной 32 бита за тактовый цикл (WCK) через выводы микросхемы памяти. Соответствуя 8n предварительной выборке, единичный доступ для чтения или записи состоит из двух передач данных шириной 256 бит за тактовый цикл (CK) внутри ядра памяти и восьми соответствующих половинных передач данных шириной 32 бита за тактовый цикл (WCK) на выводах микросхемы памяти.
Например, для GDDR5 со скоростью передачи данных 5 Гбит/с (Gbps) на вывод CK подается тактовая частота 1,25 ГГц, а WCK c частотой 2,5 ГГц. Также часто употребляется эффективная частота (QDR), поскольку, как написано выше, данные передаются на частоте WCK в режиме DDR. В приведенном примере эта частота составляет 5 GHz.
В связи с наличием двух частот (CK, WCK) производители изделий использующих GDDR5 могут указывать разные частоты для памяти, хотя скорость передачи данных может не отличаться. Nvidia указывает частоту WCK, AMD — частоту CK.
Шина
Память типа GDDR5 обеспечивает вдвое большую пропускную способность по сравнению с GDDR3.
Для повышения пропускной способности у памяти GDDR3 приходилось использовать 512-битную шину, это приводило к тому, что увеличивается и чип, и его упаковка. Это увеличивало себестоимость, да и сами карты становились больше и сложнее, потребляя больше энергии. Переход на использование GDDR5 позволяет увеличить производительность (при 128/256-битной шине) в 2—3 раза при даже меньших размерах чипов и меньшем потреблении энергии. Новый дизайн интерфейса памяти вызывает значительное увеличение эффективности использования полосы пропускания.
Несмотря на то, что чипы памяти GDDR5 стали дороже, чем GDDR3, особенно в начале её широкого применения, узкая ширина шины памяти позволяет упростить дизайн ПП, что дает преимущество, так что это перспективное решение.

## Использование в коммерческих продуктах
25 июня 2008 года компания AMD выпустила свой первый графический ускоритель, использующий память GDDR5 — ATI Radeon HD 4870. На плате установлено 512 либо 1024 МБ памяти GDDR5.
AMD использует данную память в видеокартах среднего и высокого ценового диапазона, объём которой варьируется от 512 МБ до 8192 МБ: HD 4770/4730, HD 4870, HD 4890, HD 4870x2, HD 5670, HD 5750/5770, HD 5830/5850/5870 , HD 5970, HD 6770, HD 6850/6870, HD 6930/6950/6970/6990, GCN — Radeon HD7750/7770,HD 7850/7870, HD7950/7970, R9 2xx, R9 3xx, RX 4xx, RX 5xx, а также в графических картах для ноутбуков: HD 6490M, HD 6570M, HD 6750M, HD 6770M.
В апреле 2010 года вышел первый продукт от корпорации Nvidia, обладающий памятью стандарта GDDR5 — NVIDIA Fermi. Продукты на этой архитектуре обладают от 1024 МБ до 6144 МБ памяти стандарта GDDR5 для профессиональных карт: Quadro 2000, Quadro 4000, Quadro 5000, Quadro 6000 и от 512 МБ до 4096 МБ для игровых решений: GT240, GT430, GTS 450, GTX 460, GTX 465, GTX 470, GTX 480, GTX 500 линейки, GTX 600 линейки, GTX 700 линейки, GTX 900 линейки и GTX 1000 линейки, кроме GTX 1080 и GTX 1080 Ti, а также в GTX 1650 и 1660.
В игровой приставке восьмого поколения PlayStation 4 и серверных системах GDDR5 используется в качестве оперативной памяти.

## Перспективы
С момента выхода первого графического ускорителя, использующего память GDDR5 (ATI Radeon HD 4870, июнь 2008) прошло более десяти лет — больше, чем продержались другие типы графической памяти.
Но расти далее уже особо и некуда — из возможностей GDDR «выжато» почти все. В стандарте GDDR5 нынешний тип памяти достиг своего предела, и хотя небольшие возможности для роста ПСП ещё есть, но они требуют слишком больших усилий и не изменят ситуацию кардинально. Но самое главное — вопрос высокого энергопотребления не решился до сих пор (при этом энергоэффективность — главный параметр для любого современного чипа) — даже текущие поколения GDDR5-памяти уже потребляют слишком много энергии из-за сложных механизмов тактования и работы на очень высокой частоте, а любые улучшения её производительности связаны с дальнейшим повышением частоты и сложности чипов, а значит, и энергопотребления.
Также чипы GDDR5 занимают слишком много места на плате видеокарты и требуют применения нескольких каналов памяти, что усложняет сам графический процессор (особенно если говорить о топовых GPU с 384/512-битной шиной памяти).
Для решения этих и других проблем был анонсирован (компаниями AMD и Hynix в 2011 г.) а впоследствии разработан и внедрен новый стандарт памяти — High Bandwidth Memory (HBM).

## GDDR5X
GDDR5X — SGRAM, вдвое превосходящая GDDR5 по пропускной способности.
В январе 2016 года JEDEC стандартизировала GDDR5X SGRAM. GDDR5X нацелен на скорость передачи от 10 до 14 Гбит/с на контакт, что вдвое больше, чем у GDDR5. По сути, он предоставляет контроллеру памяти возможность использовать либо режим двойной скорости передачи данных с предварительной выборкой 8n, либо режим четырехскоростной передачи данных с предварительной выборкой 16n. GDDR5 имеет только режим двойной скорости передачи данных с предварительной выборкой 8n. GDDR5X также использует 190 контактов на чип (190 BGA). Для сравнения, стандартная GDDR5 имеет 170 контактов на чип; (170 BGA). Поэтому требуется модифицированная печатная плата.

### Коммерциализация GDDR5X
Micron Technology приступила к выборке чипов GDDR5X в марте 2016 года и начала их массовое производство в мае 2016 года.
Nvidia официально анонсировала первую видеокарту, использующую GDDR5X, GeForce GTX 1080 на базе Pascal, 6 мая 2016 г. Позже, вторую графическую карту, использующую GDDR5X, Nvidia Titan X—21 июля 2016 г.,и затем GeForce GTX 1080 Ti 28 февраля 2017 г. и Nvidia Titan Xp 6 апреля 2017 г.